# Ji Sun-mi
Ji Sun-mi (koreanisch 지선미; * 9. April 1991 in Südkorea) ist eine südkoreanische Fußballspielerin. 2017 spielte sie die A-Nationalspielerin ihres Landes.

## Karriere

### Verein
Von 2018 bis 2019 spielte Ji für den Verein Sejong Sportstoto. 

### Nationalmannschaft
2017 spielte Ji Sun-mi für die Südkoreanische Fußballnationalmannschaft der Frauen als Mittelfeldspielerin. 2017 spielte sie bei einem Freundschaftsspiel gegen die Vereinigten Staaten, dass ihre Mannschaft mit einem 3:1 verlor. Sie absolvierte sie 2 Länderspiele.